# Escutelo (anatomía)
El escutelo es la porción posterior del mesonoto o el metanoto del tórax de un insecto; sin embargo, el término se usa casi exclusivamente en el primer contexto, ya que el metanoto es bastante reducido en la mayoría de los grupos de insectos. En los hemípteros y algunos coleópteros, el escutelo es una pequeña lámina triangular tras el pronoto y entre ambas bases de las alas delanteras. En los dípteros y los himenópteros el escutelo es casi siempre diferente, aunque mucho más pequeño que el mesoscuto e inmediatamente posterior a él.

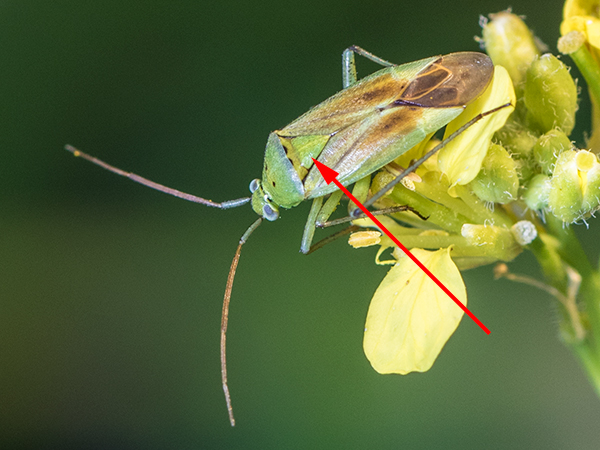
Escutelo en Closterotomus norvegicus (Hemiptera:Miridae)

## Imágenes

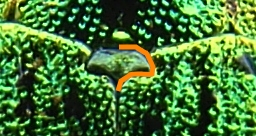
Escutelo de Ovalisia mirifica
Escutelo de Heteroptera
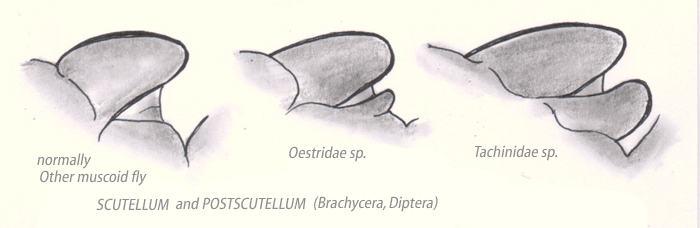
Escutelo de dípteros.
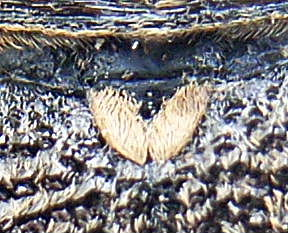
Escutelo del escarabajo Monochamus galloprovinicalis